# Phaolô Vũ Văn Dương
Phaolô Vũ Văn Dương, nhiều tài liệu viết tên thánh của ông là Vincentê (Vinh Sơn), là một nông dân, kiêm thêm việc thu thế trong làng, tử vì đạo dưới triều vua Tự Đức, được Giáo hội Công giáo Rôma phong Hiển Thánh vào năm 1988.
Ông sinh năm 1821 tại xứ Kẻ Mèn, xã Nam Trung, huyện Tiền Hải, tỉnh Thái Bình, thuộc Giáo phận Thái Bình. Ông lập gia đình và sinh được 3 người con. Sau chiếu chỉ Phân sáp của vua Tự Đức, cuối tháng 9 năm 1861, ông và nhiều tín hữu bị bắt, bị phân sáp vào làng Mỹ Nhuệ. Suốt 9 tháng bị nhục hình, ông nhất quyết không bước qua Thánh Giá. Tại công đường, quan tra hỏi: "Là người làm việc thu thuế cho triều đình, mi phải làm gương tuân lệnh vua mà từ bỏ đạo Giatô mới phải, tại sao lại ngoan cố, chống lại lệnh triều đình?" Ông đáp: "Thưa quan, tôi luôn tuân phục lệnh vua quan trong những điều phải lẽ, còn việc bắt tôi phải từ bỏ việc thờ phượng Thiên Chúa của tôi thì tôi không thể vâng lệnh vua mà chối bỏ Chúa tôi được". Ngày 6 tháng 6 năm 1862, ông bị thiêu sinh. Thi thể an táng tại nơi tử đạo, sau được cải táng về Nhà thờ Thánh Vinh Sơn, xứ Kẻ Mèn.